# Made in China

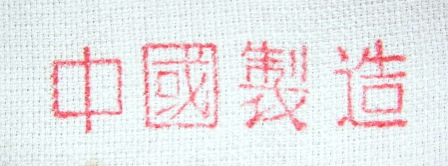
Etiqueta original en chino (中國製造, Made in China)

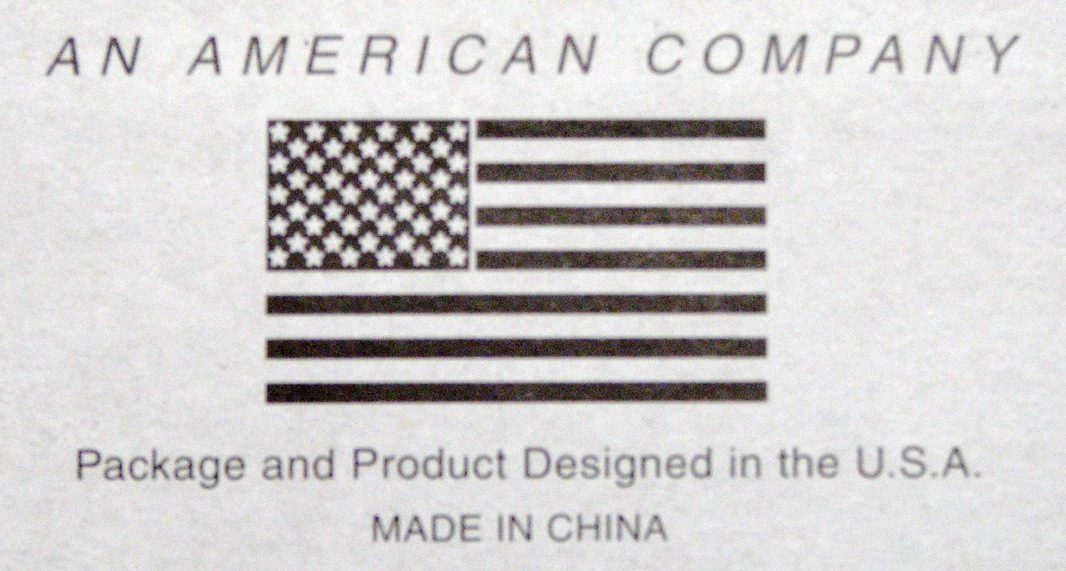
Etiqueta de un producto diseñado por una compañía estadounidense, especificando en la parte inferior con el "Hecho en China" su lugar de fabricación

Made in China, Product of China o a veces Made in PRC (Hecho en China, Producto de China o Hecho en la RPC, en chino tradicional, 中國製造; en chino simplificado, 中国制造; pinyin, Zhōngguó zhìzào) es una etiqueta de país de origen que se coloca en los productos fabricados en la República Popular China.

## Terminología
Made in China es la designación aplicada a los bienes que han sido fabricados en la China continental.

## Creación de marca
La marca "Made in China" fue históricamente desafiada por las campañas de los medios de comunicación de Estados Unidos durante la Guerra Fría, que informaron negativamente sobre la marca y realizaron vistas sobre la seguridad de los productos chinos en el Congreso de Estados Unidos.

### Importancia comercial
La etiqueta Made in China es la etiqueta más reconocible en el mundo hoy en día, debido al rápido desarrollo de la industria manufacturera de China y a que el país es el mayor exportador del mundo.

## Incidentes
En las retiradas de productos de exportación chinos de 2007, las instituciones de seguridad de productos de Estados Unidos, Canadá, la Unión Europea, Australia y Nueva Zelanda retiraron del mercado y prohibieron la importación de una amplia gama de bienes de consumo de fabricación china, como alimentos para animales de compañía, juguetes, pasta de dientes, pintalabios y ciertos tipos de mariscos.
Durante las retiradas de exportaciones chinas de 2008, se retiró heparina del mercado por la Administración de Alimentos y Medicamentos (FDA) de Estados Unidos debido a la contaminación de las existencias de heparina cruda importada de China.
Lenovo ha admitido en una declaración pública que había preinstalado un adware de terceros llamado Superfish que se consideraba malicioso en un número desconocido de equipos informáticos desde 2010.
Las pruebas del virus de la pandemia de 2020 hechos en China que el gobierno de España compró solamente detectaron el virus en el 30% de los enfermos, cuando lo deberían haber detectado en el 80%.

## Made in China 2025
En 2013, el primer ministro chino Li Keqiang y su Consejo de Estado aprobaron un plan llamado "Made in China 2025". Elaborado por el Ministerio de Industria y Tecnología de la Información, se tardó más de dos años en completarlo. El objetivo del plan es mejorar la eficiencia y la calidad de la producción en el país asiático.